# Rutland
Rutland er et county (sammenligneligt med et grevskab eller amt) i East Midlands i England. Det grænser op til Leicestershire, Lincolnshire og Northamptonshire.
Rutland er det mindste traditionelle county i England; i dag er det mindre City of London dog tillige county. Den længste distance fra nord til syd i Rutland er bare 29 km, mens det målt fra øst til vest blot er 27 km. Grundet størrelsen er Rutland ikke inddelt i distrikter.
Befolkningen udgjorde i 2011 37.600 indbyggere.
De vigtigste byer er administrationsbyen Oakham og Uppingham. Midt i Rutland ligger Rutland Water, der er et vigtigt naturreservat, der fungerer bl.a. som overvintringssted for fugle, samt ynglested for fiskeørne.

## Historie
I Domesday Book blev den nordvestlige del af grevskabet omtalt som distriktet Rutland i Nottinghamshire, mens den sydlige dele var distriktet Wicelsea i Northamptonshire. Første gang Rutland nævnes som et eget County/grevskab er i 1159, men så sent som i det 14. århundrede blev Rutland oftest regnet som et soke, en juridisk enhed på lavere niveau.
I 1974 blev Rutland et distrikt i Leicestershire, men den 1. april 1997 opnåede Rutland atter status som selvstændigt grevskab efter pres fra lokalbefolkningen.

## Seværdigheder
- Barnsdale Gardens
- Lyddington Bede House
- Oakham Castle
- Rutland County Museum, Oakham
- Rutland Railway Museum, Ashwell
- Rutland Water
- Tolethorpe Hall
- The Viking Way

## Eksterne links
- Wikimedia Commons har flere filer relateret til Rutland
- Officiel hjemmeside for Rutland county

52°39′N 0°38′V / 52.65°N 0.63°V